# In Binary
In Binary è un brano musicale della band inglese Lamb, prima traccia del sesto album in studio Backspace Unwind, pubblicato come singolo nel 2015 dalla Strata Records.